# Skytte vid olympiska sommarspelen 2000

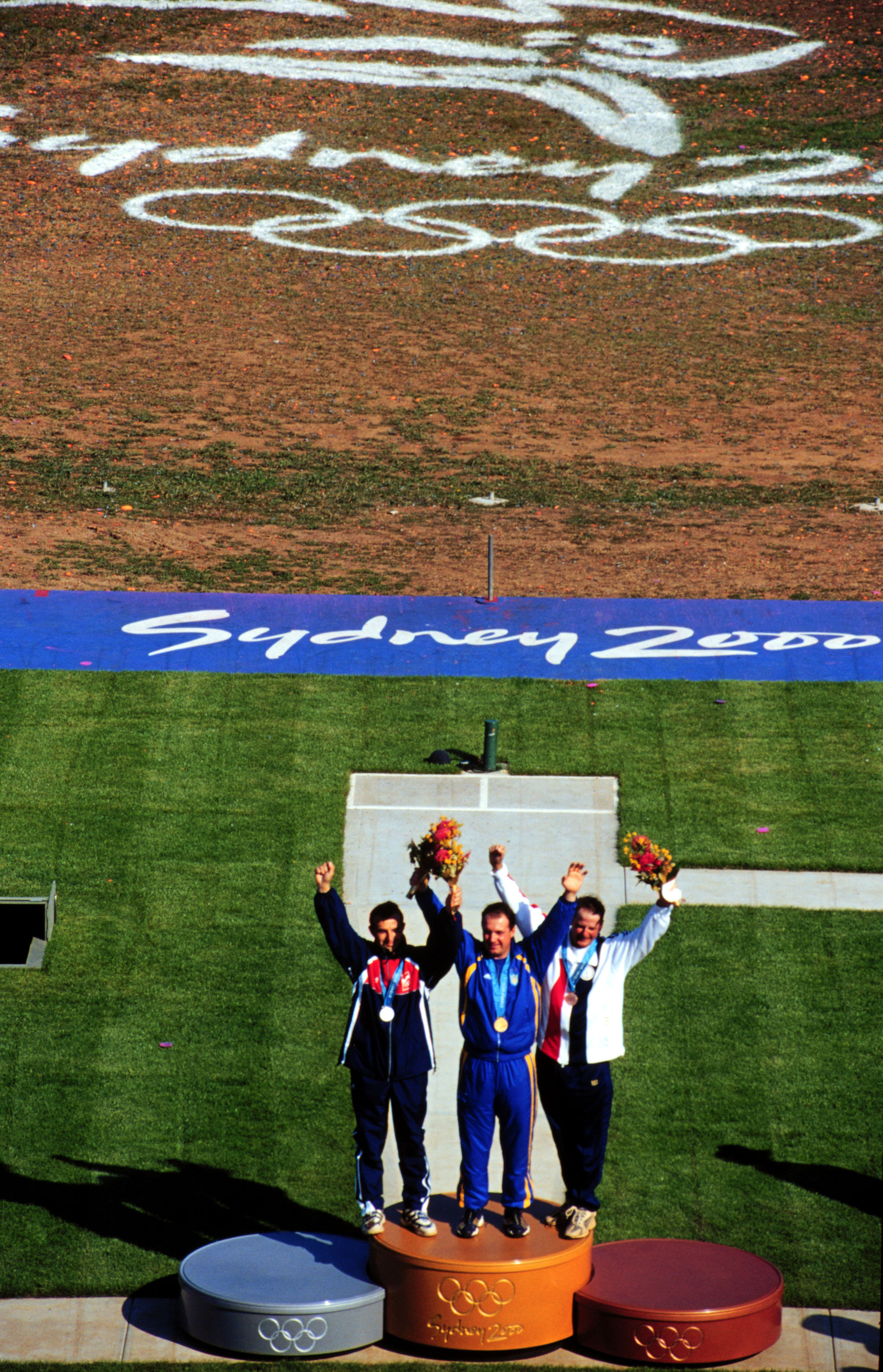
Herrarnas skeet: Mykola Miltjev (mitten), Petr Malek (vänster) och James Graves (höger) vann de sista medaljerna i skytte vid OS i Sydney

Resultat från tävlingarna i skytte vid olympiska sommarspelen 2000 som hölls i Sydney International Shooting Centre under den första veckan av spelen, mellan den 16 och 23 september 2000.
Medan reglerna för gevär, pistol och rörligt mål i stort sett inte hade ändrats sedan de olympiska spelen 1996 så tillkom två nya discipliner inom lerduveskyttet, trap för damer och skeet för damer, vilket fick antalet discipliner att komma upp i rekordmånga 17 stycken.

## Medaljfördelning
| Medaljfördelning |                |      |        |       |        |
| Placering        | Nation         | Guld | Silver | Brons | Totalt |
| 1                | Kina           | 3    | 2      | 3     | 8      |
| 2                | Bulgarien      | 2    | 0      | 0     | 2      |
| 2                | Sverige        | 2    | 0      | 0     | 2      |
| 4                | Ryssland       | 1    | 3      | 2     | 6      |
| 5                | Australien     | 1    | 1      | 1     | 3      |
| 6                | Frankrike      | 1    | 1      | 0     | 2      |
| 6                | Storbritannien | 1    | 1      | 0     | 2      |
| 8                | USA            | 1    | 0      | 2     | 3      |
| 9                | Azerbajdzjan   | 1    | 0      | 0     | 1      |
| 9                | Litauen        | 1    | 0      | 0     | 1      |
| 9                | Polen          | 1    | 0      | 0     | 1      |
| 9                | Slovenien      | 1    | 0      | 0     | 1      |
| 9                | Ukraina        | 1    | 0      | 0     | 1      |
| 14               | Vitryssland    | 0    | 1      | 3     | 4      |
| 15               | Italien        | 0    | 1      | 1     | 2      |
| 15               | Tjeckien       | 0    | 1      | 1     | 2      |
| 17               | Danmark        | 0    | 1      | 0     | 1      |
| 17               | Finland        | 0    | 1      | 0     | 1      |
| 17               | Jugoslavien    | 0    | 1      | 0     | 1      |
| 17               | Moldavien      | 0    | 1      | 0     | 1      |
| 17               | Schweiz        | 0    | 1      | 0     | 1      |
| 17               | Sydkorea       | 0    | 1      | 0     | 1      |
| 23               | Norge          | 0    | 0      | 1     | 1      |
| 23               | Kuwait         | 0    | 0      | 1     | 1      |
| 23               | Rumänien       | 0    | 0      | 1     | 1      |
| 23               | Ungern         | 0    | 0      | 1     | 1      |
| Totalt           | Totalt         | 17   | 17     | 17    | 51     |

## Medaljörer

### Herrar
| Gren                                  | Guld                            | Silver                       | Brons                         |
| 50 m gevär tre positioner Detaljer... | Rajmond Debevec · Slovenien     | Juha Hirvi · Finland         | Harald Stenvaag · Norge       |
| 50 m gevär liggande Detaljer...       | Jonas Edman · Sverige           | Torben Grimmel · Danmark     | Sergej Martynov · Vitryssland |
| 10 m luftgevär Detaljer...            | Cai Yalin · Kina                | Artem Chadjibekov · Ryssland | Jevgenij Alejnikov · Ryssland |
| 50 m pistol Detaljer...               | Tanyu Kiryakov · Bulgarien      | Igor Basinski · Vitryssland  | Martin Tenk · Tjeckien        |
| 25 m snabbpistol Detaljer...          | Sergej Alifirenko · Ryssland    | Michel Ansermet · Schweiz    | Iulian Raicea · Rumänien      |
| 10 m luftpistol Detaljer...           | Franck Dumoulin · Frankrike     | Wang Yifu · Kina             | Igor Basinski · Vitryssland   |
| Trap Detaljer...                      | Michael Diamond · Australien    | Ian Peel · Storbritannien    | Giovanni Pellielo · Italien   |
| Dubbeltrap Detaljer...                | Richard Faulds · Storbritannien | Russell Mark · Australien    | Fehaid Al Deehani · Kuwait    |
| Skeet Detaljer...                     | Mikola Miltjev · Ukraina        | Petr Málek · Tjeckien        | James Graves · USA            |
| 10 m rörligt mål Detaljer...          | Yang Ling · Kina                | Oleg Moldovan · Moldavien    | Niu Zhiyuan · Kina            |

### Damer
| Gren                                  | Guld                                   | Silver                       | Brons                             |
| 50 m gevär tre positioner Detaljer... | Renata Mauer · Polen                   | Tatjana Goldobina · Ryssland | Maria Feklistova · Ryssland       |
| 10 m luftgevär Detaljer...            | Nancy Johnson · USA                    | Kang Cho-hyun · Sydkorea     | Gao Jing · Kina                   |
| 25 m pistol Detaljer...               | Maria Grozdeva · Bulgarien             | Tao Luna · Kina              | Lalita Jauhleuskaja · Vitryssland |
| 10 m luftpistol Detaljer...           | Tao Luna · Kina                        | Jasna Šekarić Jugoslavien    | Annemarie Forder · Australien     |
| Trap Detaljer...                      | Daina Gudzinevičiūtė · Litauen         | Delphine Réau · Frankrike    | Gao E · Kina                      |
| Dubbeltrap Detaljer...                | Pia Hansen · Sverige                   | Deborah Gelisio · Italien    | Kim Rhode · USA                   |
| Skeet Detaljer...                     | Zemfira Meftachetdinova · Azerbajdzjan | Svetlana Demina · Ryssland   | Diána Igaly · Ungern              |